# M14 (天体)
座標:  17h 37m 36s, −03° 14′ 45″
M14（NGC 6402）は、へびつかい座にある球状星団。

## 概要
双眼鏡では暗くはっきりしないこともある。口径5cmの望遠鏡ではまるい星雲状に見える。口径10cmで周辺部の星が見えたとする人もいるが、口径20cmクラスでも難しい。ハーシェルが言うとおり、周囲にはかなりの微星がある。天の川に近いせいであるが、そのためこの星団は元の明るさから減光している。そのためか、視直径を3'と記載している著明なカタログもあるという。星の腕が7本ほど見え、それが色々な方向に流れているように見える。中心部には小さなコアがあり、「かすかな花火」と表現する人もいる。中心部には星々のかたまりの部分と空虚な部分がある。コアは星の輪に囲まれており、「花輪」とか「バラかざり」などと表現されている。また、水面に石を投げたときの波紋にたとえる人もいる。
1964年に、1938年6月21日から28日にかけて撮影されたM14の写真に新星が記録されていたことが判明している。

## 観測史
1764年6月1日にシャルル・メシエによって発見された。「星のない星雲。微かで大きくはない」として星団ではなく、星雲と記している。初めて分離したのはウィリアム・ハーシェルで「星に分解。300倍で見える。ひどく明るくて、まるい。かなり散開した星々の後ろ側にあり、これらの星々は星団の上に投影されている。M10と似ている」としている。